# Slammiversary 2006
Slammiversary 2006 è stata la seconda edizione del pay-per-view prodotto dalla Total Nonstop Action Wrestling (TNA). L'evento si è svolto il 18 giugno 2006 nella Impact Zone di Orlando in Florida.

## Risultati
| # | Risultati | Stipulazioni                                                                | Durata           |
| - | --- | --------------------------------------------------------------------------- | ---------------- |
| 1 | Team Canada (Eric Young e A-1) hanno sconfitto The Naturals (Andy Douglas e Chase Stevens)                              | Tag team match                                                              | 02:11 Dark match |
| 2 | Team 3D (Brother Ray e Brother Devon) hanno sconfitto The James Gang (B.G. James e Kip James)                           | Bingo Hall Brawl (Hardcore match)                                           | 10:19            |
| 3 | Rhino ha sconfitto Team Canada (Bobby Roode e Coach D'Amore)                                                            | Handicap match                                                              | 11:00            |
| 4 | Senshi ha sconfitto Sonjay Dutt, Alex Shelley, Shark Boy, Petey Williams e Jay Lethal                                   | Fatal four-way elimination match                                            | 19:29            |
| 5 | Kevin Nash (with Alex Shelley) ha sconfitto Chris Sabin                                                                 | Single match                                                                | 08:20            |
| 6 | A.J. Styles e Christopher Daniels hanno sconfitto America's Most Wanted (Chris Harris e James Storm) (c) (con Gail Kim) | Tag team match per il titolo NWA World Tag Team Championship                | 17:44            |
| 7 | Samoa Joe ha sconfitto Scott Steiner                                                                                    | Single match                                                                | 13:04            |
| 8 | Jeff Jarrett ha sconfitto Christian Cage (c), Abyss (con James Mitchell), Ron Killings e Sting                          | King of the Mountain match per il titolo NWA World Heavyweight Championship | 23:00            |
|   | (c) = campione in carica al momento dell'inizio del match                                                               |                                                                             |                  |

### Six-man elimination match
Il match a cui si riferisce questa tabella è il quarto della tabella soprastante.
| Eliminazione | Lottatore      | Eliminato da   |
| ------------ | -------------- | -------------- |
| 1°           | Shark Boy      | Sonjay Dutt    |
| 2°           | Alex Shelley   | Jay Lethal     |
| 3°           | Jay Lethal     | Petey Williams |
| 4°           | Petey Williams | Senshi         |
| 5°           | Sonjay Dutt    | Senshi         |
|              | Senshi         | Vincitore      |

### King of the Mountain match
Il match a cui si riferisce questa tabella è l'ottavo della tabella soprastante.
| #  | Lottatore vincente | Lottatore schienato o sottomesso |
| -- | ------------------ | -------------------------------- |
| 1° | Ron Killings       | Jeff Jarrett                     |
| 2° | Christian Cage     | Abyss                            |
| 3° | Jeff Jarrett       | Ron Killings                     |
| 4° | Abyss              | Jeff Jarrett                     |
| 5° | Sting              | Jeff Jarrett                     |
|    | Jeff Jarrett       | Vincitore                        |